# 1520-as busz
Az 1520-as jelzésű autóbusz egy országos autóbuszjárat volt, amely Kecskemétet kötötte össze Salgótarjánnal, Budapesten keresztül. Útvonal hossza 197 km, menetidő 4 óra (240 perc) volt.
A 2018. december 9-i menetrend váltással a Dél-alföldi Közlekedési Központ megszüntette az autóbuszvonalat.

## Megállóhelyei
| 0   | Kecskemét, autóbusz-állomás végállomás                                                                                   | 240 | 550, 551, 553, 555, 616 1080, 1081, 1082, 1085, 1087, 1088, 1090, 1092, 1093, 1094, 1100 1, 2D, 7, 7C, 12D, 15, 18, 19, 21, 22, 23, 23A, 25, 32, 52 S20 , S210 , S220 , gyorsvonat, InterRégió, IC, EC, expresszvonat |
| 3   | Kecskemét, Széchenyiváros                                                                                                | 237 | 616 1080, 1081, 1082, 1085, 1087, 1088, 1090, 1092, 1093, 1094, 1100 |
| 70  | Budapest, Népliget bejárati út (↓) Budapest, Népliget autóbusz-pályaudvar (↑) (Salgótarján felé csak leszállás céljából) | 170 | (hétköznap) M3 (hétvégén) 1 254E 607, 608, 626, 628, 629, 630, 631, 632, 633, 635, 636, 654, 655, 660, 661, 705 1080, 1081, 1082, 1085, 1087, 1088, 1090, 1092, 1093, 1094, 1100, 1101, 1110, 1111, 1113, 1120, 1121, 1125, 1131, 1134, 1136, 1163, 1173, 1174, 1175, 1176, 1177, 1183, 1185, 1188, 1190, 1193, 1194, 1201, 1202, 1205, 1206, 1212, 1224, 1229, 1230, 1240, 1242, 1244, 1251, 1253, 1257, 1268, 1269 Nemzetközi járatok |
| 90  | Budapest, Stadion autóbusz-pályaudvar (Kecskemét felé csak leszállás céljából)                                           | 128 | 1 75, 77, 80, 80A 95, 130, 195 396, 397, 398, 399, 400, 402, 403, 410, 412, 414, 422, 424, 430, 432, 434, 435, 436, 437, 438, 439, 440, 441, 442, 485, 486, 492 1020, 1021, 1024, 1031, 1032, 1034, 1035, 1037, 1039, 1040, 1045, 1046, 1049, 1050, 1052, 1054, 1057, 1059, 1060, 1061, 1063, 1067, 1068, 1069, 1070, 1071, 1075, 1076, 1077, 1078                                                                                      |
| 98  | Budapest, Kacsóh Pongrác út                                                                                              | 119 | 1, 3, 69 74, 74A 25, 32, 225 396, 397, 398, 399, 402, 403, 412, 414, 422, 424, 432, 434, 435, 436, 437, 438, 439, 442 1020, 1021, 1024, 1031, 1032, 1034, 1035, 1040, 1050, 1052, 1054 |
| 105 | Budapest, Szerencs utca                                                                                                  | 110 | 96, 225, 296, 296A 396, 397, 398, 399, 402, 403, 412, 414, 422, 424, 432, 434, 435, 436, 437, 438, 439, 442 1020, 1021, 1024, 1031, 1032, 1034, 1035, 1040, 1050, 1052, 1054 |
| 140 | Hatvan, Zöldfa vendéglő                                                                                                  | 75  | 348, 406, 407, 409, 410, 412, 414 1040, 1049, 1052 |
| 150 | Hatvan, autóbusz-pályaudvar                                                                                              | 70  | 1, 2, 3, 3A, 4, 6, 7, 9 348, 406, 407, 409, 410, 412, 414 1037, 1039, 1040, 1049, 1052, 1063 S80 , G80 , S87 , S820 , sebesvonat, gyorsvonat |
| 165 | Lőrinci, petőfibányai elágazás                                                                                           | 53  | 1020, 1024 |
| 176 | Jobbágyi, galgagutai elágazás                                                                                            | 46  | 1020, 1024, 1031, 1032 |
| 179 | Szurdokpüspöki, elágazás                                                                                                 | 43  | 1020, 1021 |
| 189 | Pásztó, Csillag tér | 34  | 1021, 1024, 1032, 1301, 1305 |
| 190 | Pásztó, Fő út 73. | 33  | 1021, 1024, 1032, 1301, 1305 |
| 199 | Sámsonházai elágazás | 25  | 1020 |
| 202 | Mátraverebély, eszpresszó                                                                                                | 22  | 1020, 1021, 1031, 1032, 1034, 1035, 1301, 1305 |
| 210 | Bátonyterenye (Kisterenye), ózdi útelágazás                                                                              | 15  | 1020, 1021, 1301, 1305, 1349, 1351, 1354, 1384, 3055, 3058, 3126 |
| 219 | Salgótarján, szécsényi útelágazás                                                                                        | 6   | 9, 13, 19, 63, 63S 1010, 1012, 1020, 1021, 1301, 1305, 1349, 1351, 1354, 3055, 3058, 3080, 3126 |
| 220 | Salgótarján (Zagyvapálfalva), felüljáró                                                                                  | 5   | 9, 13, 19, 63, 63S 1010, 1012, 1020, 1021, 1301, 1305, 1349, 1351, 1354, 3055, 3058, 3080, 3126 |
| 225 | Salgótarján, autóbusz-állomás végállomás                                                                                 | 0   | 1010, 1012, 1020, 1021, 1301, 1305, 1347, 1349, 1351, 1447, 3044, 3075, 3080, 3081 Hatvan–Somoskőújfalu |